# Estación de Souppes-Château-Landon
La estación de Souppes - Château-Landon es una estación ferroviaria francesa, situada en la comuna de Souppes-sur-Loing, en el departamento de Seine-et-Marne, al sudeste de la capital. Por ella transitan trenes de media distancia además de la línea R del Transilien, marca comercial empleada por la SNCF para su red de trenes de cercanías en la región parisina.

## Historia
Fue inaugurada el 14 de agosto de 1860, como parte del tramo Moret - Montargis, que formaba parte de la línea Moret - Lyon. Inicialmente este tramo que sigue el curso del río Loing, era de vía única y sin electrificar. Fue explotada en un primer momento por la Compañía des chemins de fer de Paris à Lyon et à la Méditerranée hasta que en 1938 la actual SNCF se hizo con la gestión de la estación. La línea es, desde 1997, propiedad de la RFF, una escisión de la SNCF, que se encarga de la casi totalidad de las líneas férreas de Francia.
Dispuso de tráfico de mercancías entre 1990 y 2011.

## Descripción
La estación situada en un barrio residencial se compone de dos andenes laterales y de dos vías. Para acceder a cada una de ellas existe una pasarela. Otra vía más nace a apenas 100 metros de la estación y muere en una empresa azucarera cercana. 
Dispone de atención comercial discontinua y de máquinas expendedoras de billetes. Además está equipada con un aparcamiento gratuito de entre 50 y 100 plazas.

## Servicios ferroviarios

### Cercanías
Por la estación transitan los trenes de la Línea R del Transilien.

### Media Distancia
Por la estación también circulan únicamente los intercités de la línea París ↔ Nevers.